# 小果雪兔子
小果雪兔子（学名：Saussurea simpsoniana）为菊科风毛菊属的植物。分布在印度、巴基斯坦、尼泊尔以及中国大陆的西藏、新疆等地，生长于海拔5,200米至5,700米的地区，常生长在高山流石滩，目前尚未由人工引种栽培。